# Gutenberg-Marathon
50° 00′ 03″ N, 8° 16′ 33″ E
Pour les articles homonymes, voir Gutenberg.

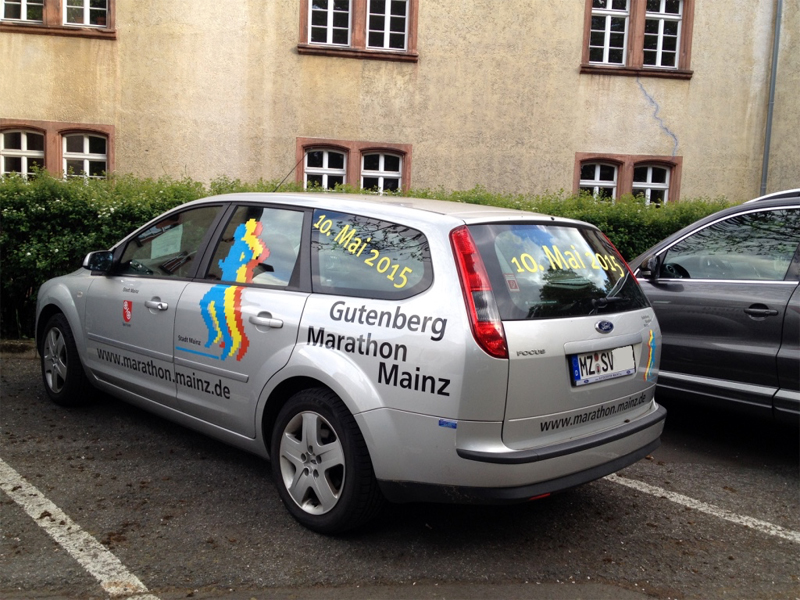
L'administration municipale fait de la publicité sur une voiture de fonction

Le marathon de Gutenberg est un marathon à Mayence qui a lieu chaque année le deuxième dimanche du mai depuis 2000. En 2020 et 2021, il n'a pas eu lieu en raison de la pandémie COVID-19.

## Organisation
Le marathon de Gutenberg était établi du bureau des relations publiques (Amt für Öffentlichkeitsarbeit) de la ville de Mayence lors du 600e anniversaire de Johannes Gutenberg. À partir de 2001, l'organisation a été transférée au département des sports. L'organisation est dans les mains de l'USC Mainz. Le programme comprend également un semi-marathon et une course pour les Vélocimane ; comme Relais ekiden, depuis 2006 il y a une compétition de semi-marathon pour des relais scolaires et depuis 2009 un marathon de relais par équipe à deux, dans lequel le ChampionChip utilisé pour le chronométrage est remis à la marque du semi-marathon. En raison de la forte demande et de la capacité limitée de l'événement, les lieux de départ sont généralement réservés plusieurs mois avant la date de l’événement.
Jusqu'à présent, les championnats allemands de marathon ont eu lieu quatre fois dans le cadre du marathon de Gutenberg.
Entre décembre 2008 et 2012, le nom officiel était "Novo Nordisk Gutenberg Marathon" après le sponsor principal Novo Nordisk.
En 2016, la course n'a commencé que le 22 mai, car la Rheingoldhalle n'était pas disponible pour la date réelle du 2e dimanche de mai. Les délais étaient significativement plus élevés que les années précédentes, car, pour la première fois, les organisateurs de Mayence n'avaient invité aucun Africain.
Le 7 mai 2017 avait lieu le 18e Marathon de Gutenberg, le 6 mai 2018 était la date pour le suivant.

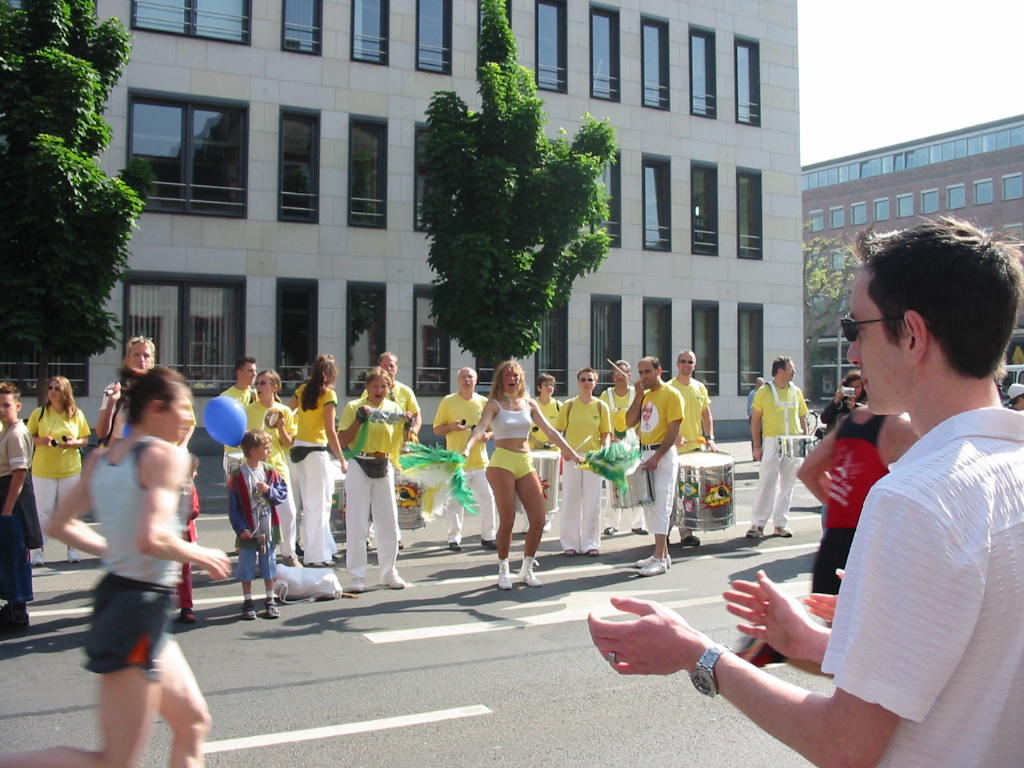
Bravo au bord de la piste dans la Bauhofstraße
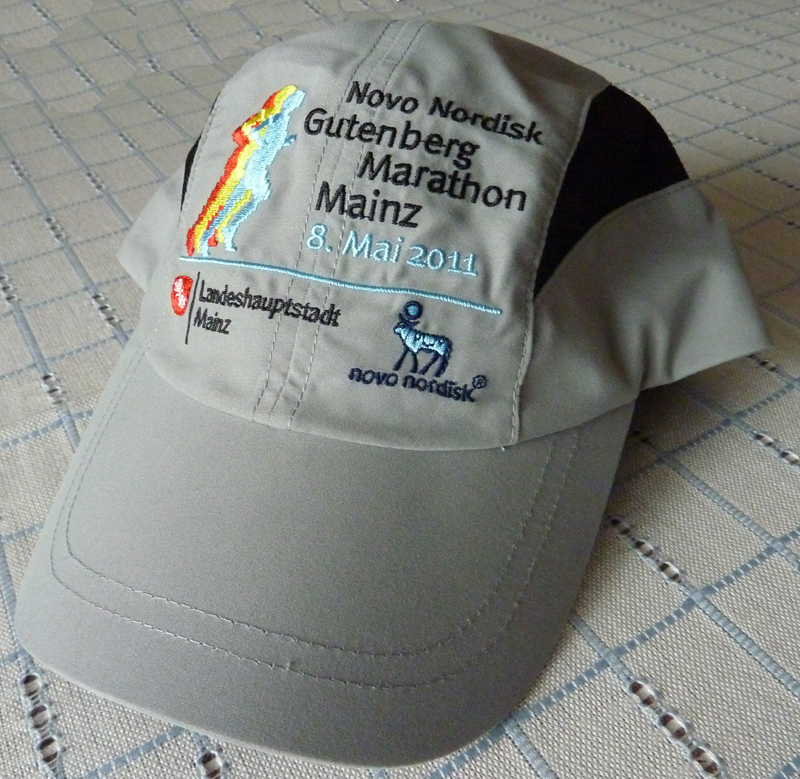
Casquette participant
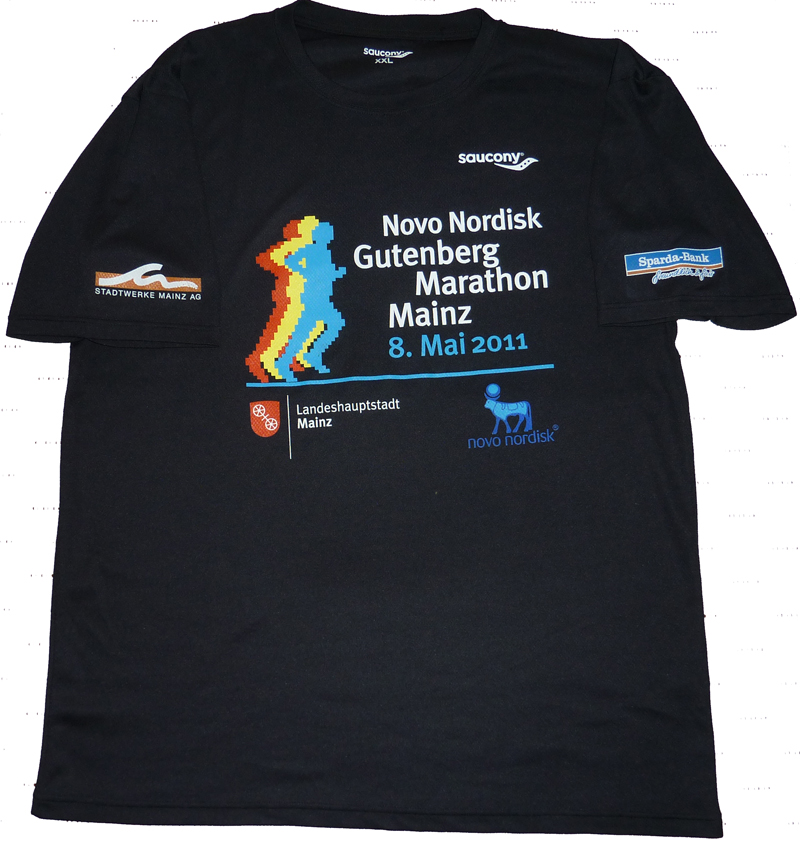
Maillot d'assistance au Marathon de Gutenberg 2011

## Parcours
Le parcours mesuré selon les directives de le Deutscher Leichtathletik-Verband (DLV) se compose de deux tours partiellement identiques.
Le départ et l'arrivée se trouvent sur la Rheinstrasse entre la mairie et la Rheingoldhalle. Tout d'abord, il descend le Rhin sur la Rheinallee en passant par le Château des Princes-Électeurs et de là, jusqu'en 2013, traversant les locaux de Schott AG ; depuis 2014, il tourne à gauche devant le dépôt de tramway et passe sur le Kaiser-Karl–Ring traversant la Hattenbergplatz et à droite dans la Hattenbergstraße pour contourner le triangle de rebroussement (Gleisdreieck) de Mayence via Mombach, où le point le plus au nord est atteint. Après avoir traversé à nouveau Mombach, on passe devant le Centre neurologique pour enfants de Mayence et l'ancienne salle des locomotives (Alte Lokhalle) en passant entre Hartenbergpark et la zone ferroviaire jusqu'au passage souterrain de Rheingauwall. La route continue maintenant en boucle à travers la Neustadt jusqu'à la Kaiserstraße (Depuis 2014, certains changements ont été apportés à l'itinéraire à travers la Neustadt.). Après avoir contourné l'Église du Christ, partiellement contre la rue sens unique, on passe par la Bauhofstraße et la Große Bleiche dans la vieille ville. Via Gutenbergplatz et juste en face du Dom, l'itinéraire passe par la Augustinergasse jusqu'à la Rheinstraße suivant ensuite la Wormser Straße passant devant le Stadtpark jusqu'à Weisenau. Les coureurs finissent le premier tour en passant devant le Musée de la Navigation antique et la Porte de Bois.
Au second tour, le Rhin est d'abord traversé par le Pont Theodor-Heuss, suivi d'une boucle à travers Mainz-Kastel et -Kostheim. Depuis 2014, certains changements ont été apportés au routage au deuxième tour. A Mombach, l'Industriestrasse est laissée de côté et seule une petite boucle est exécutée. Après avoir quitté la Große Bleiche, les coureurs tournent à gauche dans la zone piétonne et reviennent au parcours de course précédent via Gymnasiumstraße. Au deuxième tour, le détour vers Weisenau est ignoré.
En 2014, le parcours a été modifié partiellement pour inciter les coureurs. Les multiples détours, par exemple dans la Neustadt et dans la zone piétonne devrait motiver les coureurs, car les longues lignes droites sont plutôt « dégrisantes ». Le parcours à travers la zone piétonne est destiné à rapprocher les spectateurs des coureurs.
Le parcours est plat, à environ 20 mètres entre les points les plus bas et les plus hauts. La zone de départ et d'arrivée entre la mairie et la Rheingoldhalle est à 85,6 m NN, le point le plus bas est dans le district de Mombach à 80,91 m NN, le point le plus élevé est à 100,25 m NN sur le Theodor-Heuss-Brücke. À l'exception de quelques passages pavés dans la zone piétonne de la vieille ville, le parcours est asphalté partout. Il y a de nombreux spectateurs le long du parcours qui créent une ambiance de carnaval typique de la ville.
Les participants au marathon qui n'atteignent la marque du semi-marathon qu'après 2 : 45h après le premier tour doivent terminer la course en tant que participant au semi-marathon. La ligne d'arrivée ferme à 15 heures.

## Informations
Le Marathon de Gutenberg a été diffusé en direct sur la télévision SWR jusqu'en 2010. En 2013, la SWR a diffusé le marathon en direct sur Internet, à l'aide d'un IPhone 5,.
Les listes de résultats seront publiées dans un supplément spécial du quotidien Allgemeine Zeitung Mainz.

## Statistiques

### Records de cours
Marathon
- Hommes : 2 :11 :01 h, Mohamed Ikoki Msandeki (TAN), 2010
- Femmes : 2 :29 :35 h, Susanne Hahn (GER), 2008

Semi-marathon
- Hommes : 1 :06 :09 h, Michael Ngaseke (ZIM), 2002
- Femmes : 1 :13 :13 h, Fabienne Amrhein (GER), 2017

### Vélocimane
Le parcours pour les Vélocimanes est identique avec le premier tour marathon (21,1 km). Le départ a lieu dix minutes avant le départ du marathon. Ils roulent selon les directives EHC avec la classification suivante :
- MH1 (Tetra ; auparavant Div. UNE)
- MH2 (Para à TH9 / 10 ; auparavant Div. B)
- MH3 (Para de TH 11-L4, amputés, tous les autres et personnes non handicapées ; auparavant div. C)
- WH (femmes ; auparavant Div. F)
- MHY + WHY (jeunes / juniors hommes + femmes ; auparavant Div. Y)

Les personnes non handicapées peuvent également être admises dans les classes féminines WH et MH3.

## Programme de soutien

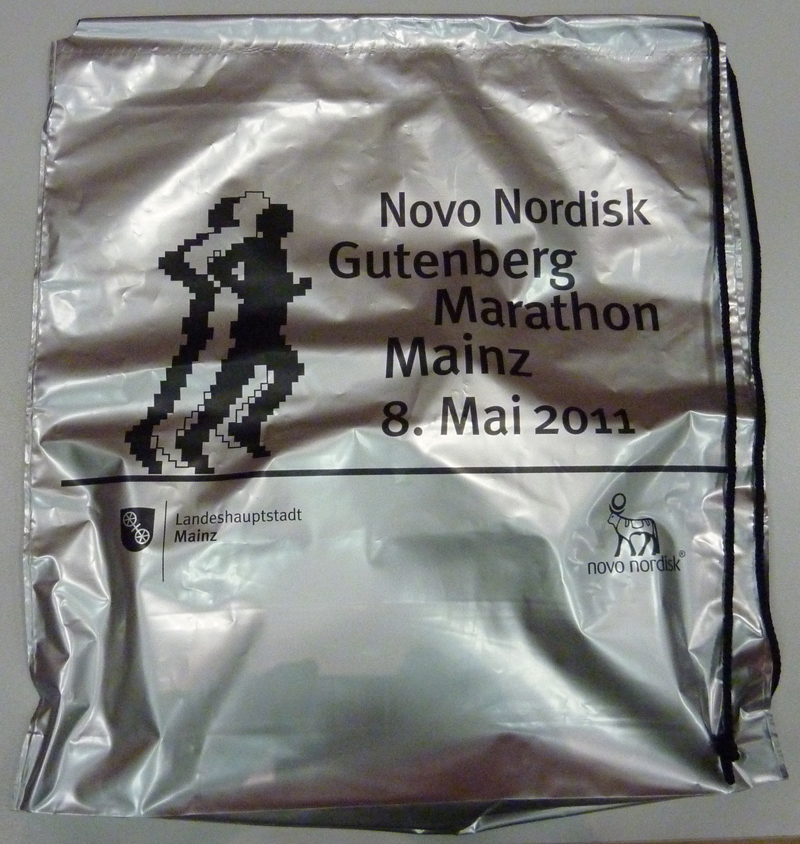
Sac de vêtement

À part des processus d'organisation du Gutenberg-Marathon (distribution des documents de départ, ordre de départ et départs des différentes disciplines), un programme d'accompagnement a lieu à Mayence le week-end du marathon.
Les deux jours, il y a une foire marathon dans la Rheingoldhalle, le samedi un Pastaparty pour les participants, ainsi que la journée de prévention de Mayence : est-ce que vous êtes en forme ? et campagne curriculum vitae à la Gutenbergplatz au centre-ville de Mayence. Devant la mairie, il y a une pièce de théâtre : Runner’s stage - Sport sans obstacle (en 2011).